# راسيل فينتر
راسيل فينتر (بالإنجليزية: Russell Winter)‏ هو متركمج بريطاني، ولد في 9 ديسمبر 1975 في لندن في المملكة المتحدة.

## وصلات خارجية
- راسيل فينتر على موقع الرابطة العالمية لركوب الأمواج (الإنجليزية)